# 三氟甲磺酸酐
三氟甲磺酸酐是化學式為(CF3SO2)2O的有機化合物，是強酸三氟甲磺酸的酸酐，是強力的親電試劑，可用於引入三氟甲磺酰基。

## 用途
三氟甲磺酸酐可以將亞胺轉換為三氟甲基磺酸酰亚胺基（NTf基）。
三氟甲磺酸酐可以将酚类化合物转换成三氟甲磺酸酯，其可以用于打斷酚類的C-O鍵。

## 檢定
三氟甲磺酸酐中常會含有三氟甲磺酸的雜質，三氟甲磺酸本身也是無色的液體。三氟甲磺酸酐的樣本可以用19F NMR spectroscopy: −72.6 ppm來檢定，而三氟甲磺酸是−77.3（標準CFCl3下）。

## 安全性
三氟甲磺酸酐是活躍的親電體，會水解成為強酸三氟甲磺酸。對皮膚和眼睛有害。